# Orientotlos
Orientotlos is een geslacht van kreeftachtigen uit de klasse van de Malacostraca (hogere kreeftachtigen).

## Soort
- Orientotlos iishibai Sakai, 1980